# Mia Braia
Mia Braia (n. 8 septembrie 1911, București, România – d. 3 iulie 1999, București, România) a fost o solistă de muzică ușoară, cântece în stil popular și romanțe. A trăit o parte din ultimii ani ai vieții în exil (în RFG și SUA). A fost sora Ioanei Radu.

## Biografie
S-a născut la data de 8 septembrie 1911 la București.
Studiile muzicale le face la Conservatorul „Cornetti” din Craiova, cu Jeny Ciolac (canto), Ion Vasilescu (teorie-solfegiu) și Dan Demetrescu (actorie). Urmează apoi studiile la Conservatorul din București, între 1929-1932, cu profesorii Livia Vețianu (canto), Victor Gheorghiu (teorie-solfegiu) și Ion Nonna Otescu (armonie). În particular, ia lecții de canto cu Elena Drăgulinescu.
Debutează cântând muzică ușoară la restaurantul „Minerva” din Craiova, în trupa actorului Manu Nedeianu. 
Între 1925-1929 este solistă a Corului „Armonia” din Craiova. 
Din 1929 începe să cânte în Societatea corală „Carmen” din București, până în 1934. 
În 1936 debutează la Radio București susținând un program de muzică ușoară. 
Între 1936-1940, face numeroase imprimări la casa de discuri Cristal (Electrecord). Tot în 1936 lansează compoziția lui Ion Vasilescu, Nu-ți pare rău când vezi că plâng, cu orchestra Teatrului „Alhambra”, dirijată de compozitor, pentru care va primi premiul discului în același an. 
În perioada 1937-1945, a cântat cu cele mai importante formații ale vremii în restaurantele „Coșna-Cireșoaia” (cu orchestra lui Vasile Julea), „Balotha”, „Luther” (cu orchestra lui Costică Tandin) din București, „Dori” din Neptun, Constanța și la cinematograful „Marna”. 
După 1948, colaborează cu orchestrele „Barbu Lăutarul” și „Perinița” din București, „Lazăr Cernescu” din Caransebeș, „Taraful Gorjului” din Târgu Jiu, „Doina Olteniei” din Craiova și cu Teatrul de Revistă „Constantin Tănase” din București.
A întreprins numeroase turnee în țară și în străinătate (Israel, Germania, SUA, Iran). 
A compus numeroase romanțe, cântece în stil popular și piese de muzică ușoară. 
A fost căsătorită cu interpretul de muzică ușoară și romanțe Petre Alexandru între anii 1938-1950, recăsătorindu-se apoi cu Emanuel Blaga, nepotul poetului Lucian Blaga. Au avut un fiu adoptat, pe nume Samir Blaga.
A murit la 3 iulie 1999, la București. Este înmormântată la cimitirul „Iancu Nou” din București, împreună cu părinții, fratele și soțul ei, Emanuel Blaga.

## Distincții
- Ordinul Meritul Cultural clasa a II-a (12 septembrie 1968) „pentru merite deosebite în activitatea muzicală”[14]